# Šumový generátor
Šumový generátor je zařízení, které produkuje bílý šum. Tento šum se váže na piezoelektrické a magneto-dynamické měniče. V současné době se nedá tento šum odfiltrovat žádným prostředkem a šumový generátor tak znemožňuje provádět dálkové snímání akustické informace.

## Bílý šum
Bílý šum je náhodný signál, který obsahuje všechny frekvence a který má stejný výkon v každém, stejně širokém, pásmu frekvencí. V praxi je takový zdroj signálu nereálný, proto se uvažuje vždy v reálném využitelném frekvenčním pásmu. Bílý šum se hodí na testování zesilovačů, ladění pásmových propustí, nebo třeba jako generátor náhodných čísel.

## Druhy šumových generátorů

### Šumový generátor se Zenerovou diodou

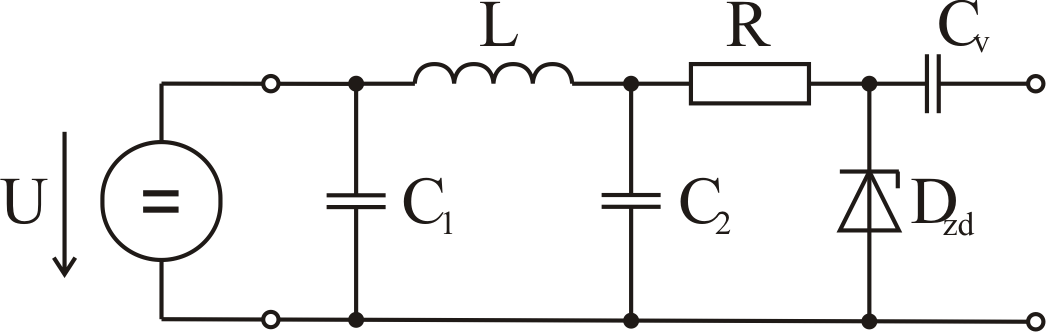
Zapojení se Zenerovou diodou

Využívá se zde šumu závěrně polarizovaného přechodu Zenerovy diody. Jeho efektivní hodnota je dána vztahem:
{\displaystyle U=r_{zd}{\sqrt {2qI_{zd}\Delta f}}}
{\displaystyle q=1,602177\cdot 10^{-19}\,\mathrm {C} }

{\displaystyle \ I_{zd}} je proud Zenerovou diodou

{\displaystyle \ \Delta f} je šířka frekvenčního pásma

### Šumový generátor se závěrně polarizovaným emitorovým přechodem bipolárního tranzistoru

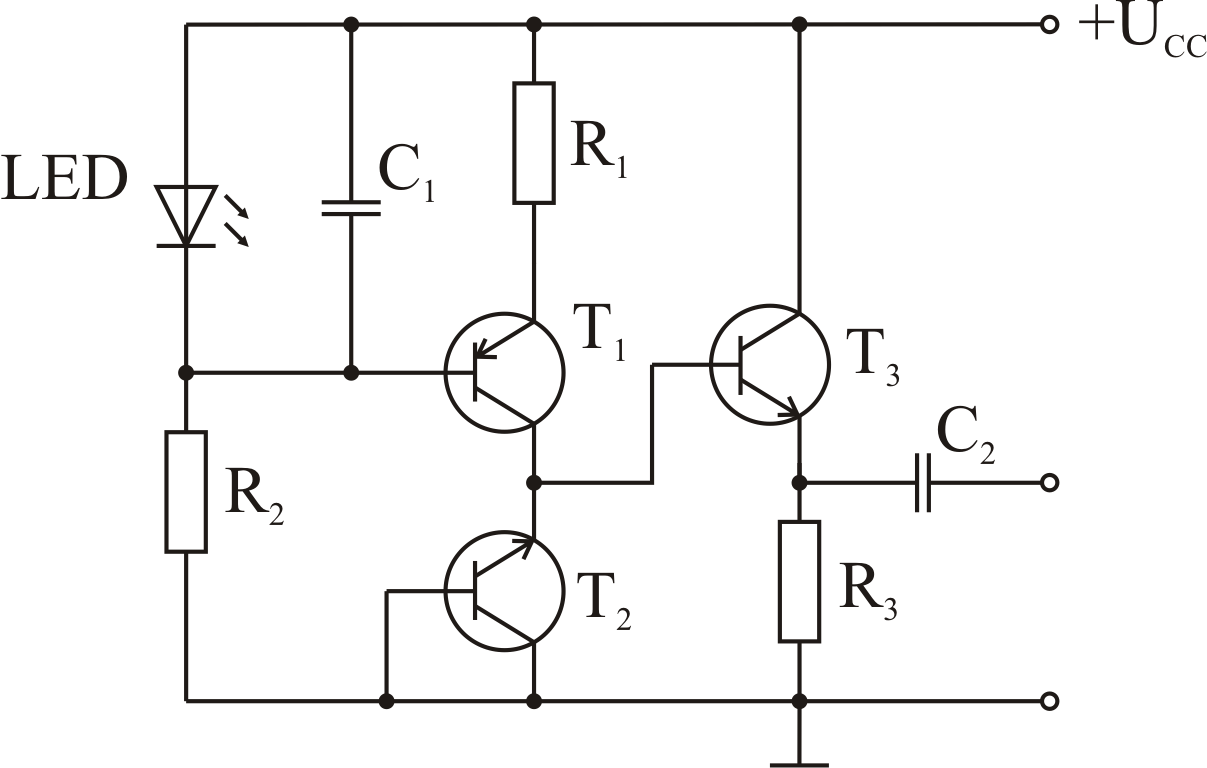
Zapojení se závěrně polarizovaným emitorovým přechodem

Bipolární tranzistor se závěrně polarizovaným PN přechodem má podobné vlastnosti jako Zenerova dioda. Z důvodu menších parazitních kapacit báze-emitor má šumový generátor větší frekvenční rozsah. Přechod báze-emitor u {\displaystyle T_{2}} (generátor šumu) je napájen z proudového zdroje s tranzistorem {\displaystyle T_{1}}, který stabilizován LED diodou. Pro impedanční oddělení zdroje šumu od zátěže je použit {\displaystyle T_{3}}, zapojený ve funkci sledovače napětí (má vysoký vstupní a malý výstupní odpor).

### Šumový generátor s vakuovou diodou

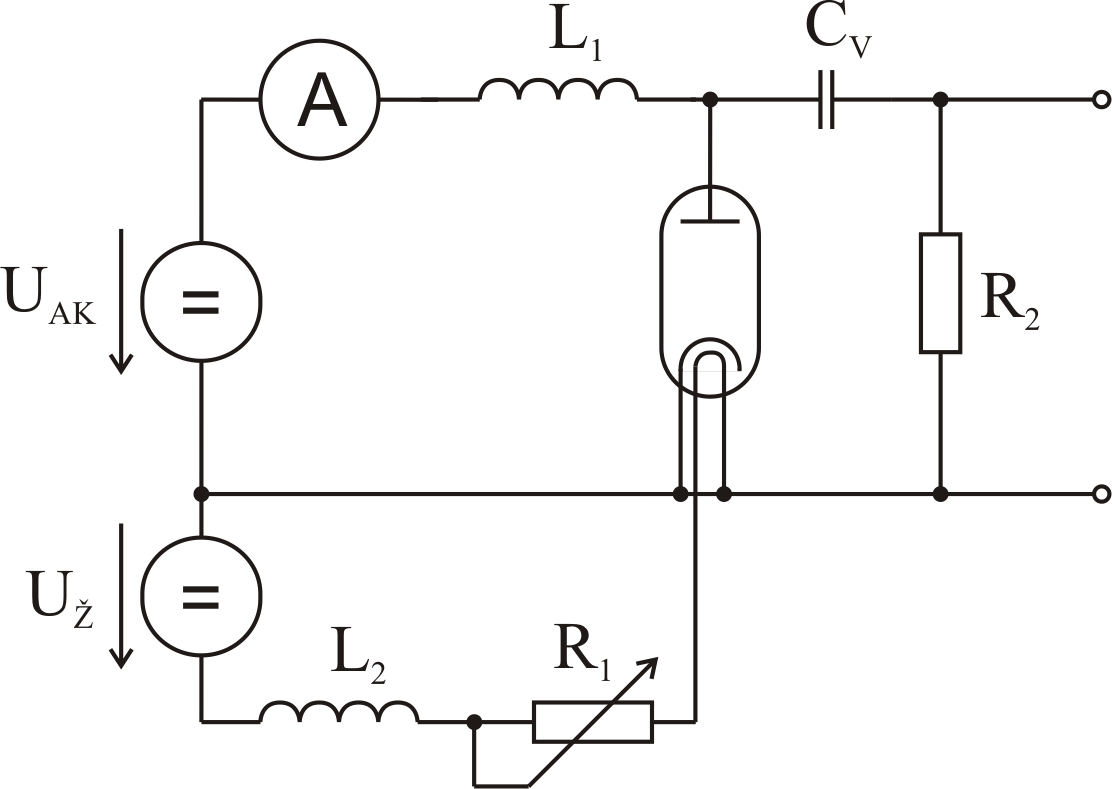
Zapojení s vakuovou diodou

Zdrojem šumu je vakuová šumová dioda, která pracuje v oblasti nasycení. Kromě šumové diody obsahuje diodový šumový generátor ještě zdroj žhavicího napětí, zdroj anodového napětí, oddělovací tlumivku a oddělovací kondenzátor, měřicí přístroj na měření stejnosměrného anodového proudu, výstupní odpor zajišťující požadovanou výstupní impedanci a regulační rezistor, kterým se nastavuje žhavení katody diody.